# Anthony James
Pour les articles homonymes, voir James.
Anthony James, nom de scène de Jimmy Anthony, né le 22 juillet 1942 à Myrtle Beach, en Caroline du Sud, aux (États-Unis), et mort le 26 mai 2020 à Cambridge, dans le Massachusetts, aux (États-Unis), est un acteur américain.

## Biographie

### Famille
Fils de George et Marika Anthony, immigrants d'origine grecque, Anthony James débute au cinéma à l'âge de 18 ans, peu de temps après avoir emménagé avec sa mère, employée de maison, à Los Angeles. Il fait de petits boulots de ménage pour payer ses cours de théâtre.

### Carrière
Il obtient son premier rôle en 1967, celui d'un barman, aux côtés de Sidney Poitier et Rod Steiger, dans le film de Norman Jewison Dans la chaleur de la nuit.
Sa carrière au cinéma est essentiellement consacrée à des rôles de méchants, en particulier dans les deux films qu'il tourne avec Clint Eastwood, L'Homme des hautes plaines, en 1973, et Impitoyable, en 1992, avec Gene Hackman.
Il joue aussi dans de nombreuses séries télévisées.
Connu pour être un poète et un peintre abstrait assez doué, il rompt, en 1992, avec ses rôles de « brutes névropathes » et entame une deuxième carrière de peintre. Il écrit ses mémoires, Acting My Face.
En 1995, après avoir pris sa retraite d'acteur, il s'installe dans le Massachusetts pour se consacrer à sa nouvelle carrière. Apprécié par la critique américaine, il expose aux États-Unis dans de nombreuses galeries.

### Décès
Il meurt chez lui d'un cancer le 28 mai 2020.

## Filmographie

### Cinéma
- 1967 : Dans la chaleur de la nuit : Ralph
- 1968 : Syndicat du meurtre : le barman
- 1969 : Sam Whiskey le dur : cousin Leroy
- 1970 : Tick… Tick… Tick et la violence explosa : H. C. Tolbert
- 1971 : Point limite zéro : un auto-stoppeur
- 1972 : La Poussière, la Sueur et la Poudre : Nathaniel
- 1973 : L'Homme des Hautes Plaines : Cole Carlin
- 1974 : The Teacher : Ralph Gordon
- 1975 : Hollywood Cowboy : Lean Crook
- 1976 : Trauma : le chauffeur
- 1978 : Les Visiteurs d'un autre monde : Sickle
- 1978 : Texas Detour : Beau Hunter
- 1978 : The Fifth Floor : Derrick
- 1979 : Ravagers : le chef des Ravagers
- 1981 : Soggy Bottom, U.S.A. : Raymond
- 1982 : Wacko : Zeke
- 1983 : Tonnerre de feu : Grundelius
- 1983 : En plein cauchemar : Store Clerk
- 1987 : World Gone Wild : Ten Watt
- 1988 : Mortuary Academy (en) de Michael Schroeder : l'abbé Smith
- 1989 : Slow Burn : Renzetti
- 1991 : Y a-t-il un flic pour sauver le président ? : Hector Savage
- 1992 : Impitoyable : Skinny Dubois

### Télévision
- 1966 : T.H.E. Cat : l'homme à l'extérieur du Go Go Club (1 épisode)
- 1967 : Cimarron : Benji (1 épisode)
- 1967 : Columbo : le mythomane qui avoue le meurtre (épisode pilote : Inculpé pour meurtre)
- 1969 : The Good Guys : un homme (1 épisode)
- 1969 : La Grande Vallée : Samuels et Bart Bleeck (2 épisodes)
- 1969 : Gunsmoke : Elbert Moses, Loyal Yewker et Chickenfoot (7 épisodes)
- 1970 : Hawaï, police d'état : Hutch (1 épisode)
- 1971 : L'Homme de fer : le voisin (1 épisode)
- 1972 : La Nouvelle Équipe : Charlie Inch (1 épisode)
- 1973 : Search : Alfred Barnworth (1 épisode)
- 1973 : Les Rues de San Francisco : Hayes (1 épisode)
- 1973-1975 : Police Story : Henry Pound, Van Dyke et Dwight Haxlon (3 épisodes)
- 1975 : The Rookies : Massler (1 épisode)
- 1975 : Section 4 : Lonzo (1 épisode)
- 1976 : Le Riche et le Pauvre : Wayne (2 épisodes)
- 1976 : Drôles de dames : Karl Stern (1 épisode)
- 1976 : Holmes et Yoyo : Eric Kiley (1 épisode)
- 1976 : Victoire à Entebbé : Gamal Fahmy
- 1977 : Starsky et Hutch : Luke (1 épisode)
- 1978 : L'Homme de l'Atlantide : Summersday (1 épisode)
- 1978 : Vegas : Dwight Tully (1 épisode)
- 1979 : Quincy : Drifter (1 épisode)
- 1980 : Timide et sans complexe : Kamecki (1 épisode)
- 1979-1981 : Buck Rogers (série télévisée) : Varek et M. Graf (3 épisodes)
- 1983 : L'Agence tous risques : Flagg (saison 2 épisode 18)
- 1983 : Les Petits Génies : Brasnik (1 épisode)
- 1984 : Matt Houston : le professeur (1 épisode)
- 1984 : K 2000 : Bobby Pell (1 épisode)
- 1984 : V : Laird (1 épisode)
- 1985 : L'Agence tous risques : Conners (saison 3 épisode 24)

1985 : Riptide : un mac (saison 2 épisode 12)
- 1986 : Rick Hunter : Otto Minsky (1 épisode)
- 1986 : L'Agence tous risques : Harry Bras-Cassé (saison 4 épisode 17)
- 1986 : L'Homme qui tombe à pic (1 épisode)
- 1987 : Mr. Gun : Iron Mike Heckelsmiller (1 épisode)
- 1987 : Simon et Simon : Booth, Donovan et Vinnie (3 épisodes)
- 1988 : Star Trek : La Nouvelle Génération : le sous-commandant Thei (1 épisode)
- 1989 : La Belle et la Bête : Micah (1 épisode)
- 1991 : Le Père Dowling (1 épisode)
- 1991 : Mariés, deux enfants : Adolph van Pelt (1 épisode)

## Publication
- 2014 : Acting My Face (mémoires)

## Voix françaises
- Alain Dorval (*1946 - 2024) dans K 2000 (série télévisée)
- Vincent Grass dans Impitoyable